# ゴナイーヴ
ゴナイーヴ（Gonayiv）は、ハイチ北部のアルティボニト県の県都。人口は35万6324人（2015年推計）で、国内6位。
ゴナイーヴの名は先住民タイノ人の村「ゴナイボ」（Gonaibo）から来ている。ゴナイーヴ湾の名前もこの町に因む。

## 人口
- 1982年8月30日：3万4209人
- 2003年8月7日：10万4825人
- 2009年7月1日：22万8725人
- 2015年：35万6324人

## 歴史

### ハイチ革命
1802年、ハイチ革命の重要な戦闘であるラヴィーヌ＝ア＝クラヴルの戦いが近郊で行われた。

### ハイチ独立

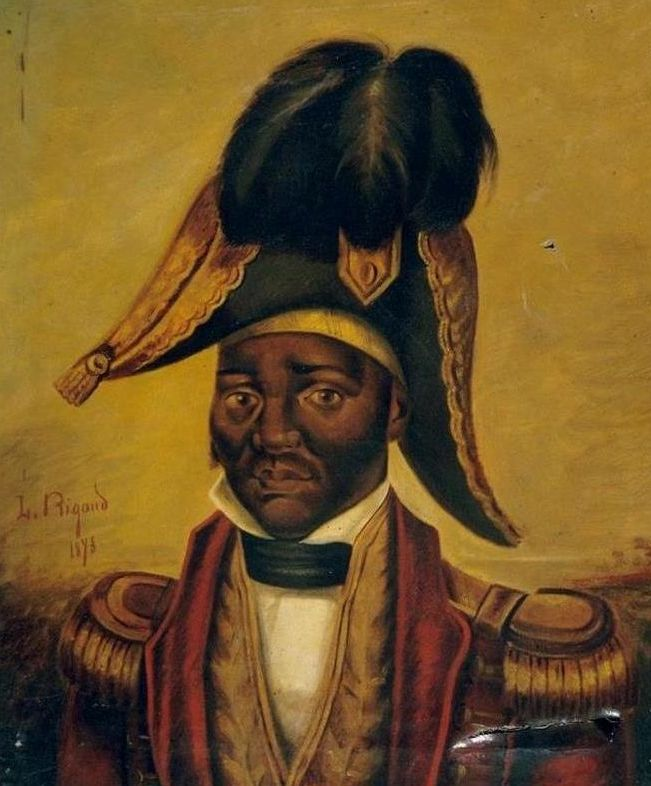
ジャン＝ジャック・デサリーヌ

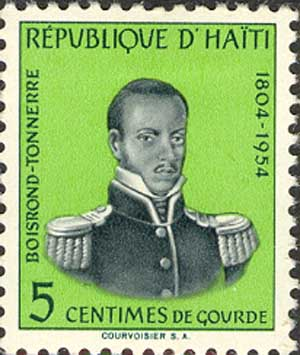
ボワロン＝トネール

1804年1月1日、ジャン＝ジャック・デサリーヌがゴナイーブでボワロン＝トネールの起草したハイチ独立法を読み上げ、フランスからの旧サン＝ドマング植民地の独立を宣言した「ハイチ独立の都市」としても知られている。
1858年8月、デサリーヌの妻のマリー＝クレール・ウルーズ・フェリシテがここで亡くなった。
2004年2月5日、2004年ハイチ・クーデターによってアルティボニト革命抵抗戦線の支配下に置かれた。
9月、ハリケーン・ジーンがこの町にも洪水と泥流をもたらした。
ハイチ全土で3006人が犠牲となり、ゴナイーヴでは最大の2000人が亡くなった。
全ての建物が被害を受け、25万人が家を失った。
2008年9月、ハリケーン・ハンナによって529人が死亡した。
9月5日までに495人の遺体が発見された
2017年3月12日、バスが2人を轢いて内1人を殺害し、現場から逃走した際に路上演奏家の集団に突っ込み、合計38人を殺害、13人を負傷させた。事故後、生存者は乗客が乗ったままのバスに放火しようとしたため、警察が運転手と乗客、バスを保護した。

## ラジオ
- Radio Redemption 100.9 FM
- Radio Xplosion 96.5 FM
- Tele Radio new star fm 99.9 Chaine 13
- Radio Continentale 99.5 FM
- Radio Sun 91.3 FM
- Radio Independence 101.5 FM stations affiliées: radio Metropole 100.1, Lavwadlamerik
- Radio Mega Max 95.9 FM
- Radio Kiss FM 96.9
- Radio Provinciale 95.3 FM
- Radio Pyramide FM
- Radio Trans-Artibonite
- Radio Gonaïves 97.7 FM
- Radio Trans Atlantique 102.5 FM
- Radio Etincelle
- Radio Nouvelle Vision Chrétienne
- Radio Intrepide 97.3 FM
- Radio Tambou FM
- Radio Express FM
- Radio Classic Inter FM
- Radio 4VEG FM
- Radio Espace FM
- Radio KL 2000 FM
- Radio Super Vision FM
- Radio Megamax FM
- Radio Main Dans La Main FM
- Radio Clarté 103.9 FM
- Radio Vision 2000 98.1 FM
- Radio Télé 2004 (101.1FM)

## スポーツ
サッカーのリーグ・ハイチのルラドFCの本拠地である。